# Åsaka
Åsaka är ursprungligen namnet på sex socknar i Västergötland.
- Fem av socknarna inrättades som landskommuner (i och med 1862 års kommunalförordningar) och kyrkoförsamlingar. För att skilja dem åt försågs de 1885 med respektive häradsnamn som prefix. Samtliga fem av dessa kommuner upphörde i och med kommunreformen 1952. Församlingarna fortsatte att existera ytterligare ett halvsekel, med uppgick i större enheter 2002-2006.
  - Barne-Åsaka socken med kyrkbyn Åsaka
  - Kållands-Åsaka socken
  - Skånings-Åsaka socken.
  - Vartofta-Åsaka socken.
  - Väne-Åsaka socken
- Den sjätte socknen med samma namn, Åsaka socken i Vilske härad, uppgick redan på medeltiden i Ullene socken i Falköpings kommun,
- Väne-Åsaka är också namnet på en tätort i socknen med samma namn. Där fanns järnvägsstationen Åsaka.

Vad gäller själva ortnamnet så är Asige i Halland en motsvarighet, vilket även de i östra Norge på flera ställen förekommande Asak kan vara. Dess betydelse är omstridd. Förleden ås kan betyda "ås" i betydelsen "höjdsträckning" och -aka kan komma av haka eller hake (någon framskjutande del av en ås).En senare tydning av Åsaka är att ås kommer av asagud och att -aka kommer av ek(dunge) som är helgad åt en viss gud eller åt gudarna i allmänhet. Ytterligare tolkningar har gjorts av såväl professionella forskare som amatörer, men någon konsensus råder ännu ej om namnets innebörd.